# Omloop van Vlaanderen 1945
L'Omloop van Vlaanderen 1945 va ser la primera edició de l'Omloop van Vlaanderen. La cursa es va disputar el 25 de març de 1945 amb inici i final a Gant. El vencedor fou Jean Bogaerts.

## Classificació general
| Posició | Ciclista                   | Temps      |
| ------- | -------------------------- | ---------- |
| 1       | Jean Bogaerts (BEL)        | 5h 39' 56" |
| 2       | Maurice Desimpelaere (BEL) | + 0"       |
| 3       | Robert Van Eenaeme (BEL)   | + 0"       |
| 4       | Joseph Moerenhout (BEL)    | + 0"       |
| 5       | Frans Sterckx (BEL)        | + 0"       |
| 6       | Jacques Geus (BEL)         | + 0"       |
| 7       | Eugene Jacobs (BEL)        | + 0"       |
| 8       | Triphon Verstraeten (BEL)  | + 0"       |
| 9       | Prosper Depredomme (BEL)   | + 0"       |
| 10      | Désiré Keteleer (BEL)      | + 0"       |